# 誰よりも君を愛す
「誰よりも君を愛す」（だれよりもきみをあいす）は、1959年12月にリリースされた松尾和子と和田弘とマヒナスターズによるシングルである。松尾和子・和田弘とマヒナスターズいずれの歌手にとっても代表曲のひとつであり、1960年代に流行したムード歌謡の中でも特に有名な曲のひとつとして知られる。

## 解説
- 作詞は川内康範、作曲は吉田正による。
- 当時この曲を作詞した川内康範が月刊『明星』の誌上で同名の連続小説を執筆しており、それがモチーフになっている。
- レコードでは曲の一番と三番を和田弘とマヒナスターズ、二番を松尾和子がそれぞれ担当している。しかし、テレビなどでの歌唱は時間の都合などからこの限りではないケースが多い。
- 1968年時点での累計売上は54万枚[1]。
- NET（現在のテレビ朝日）で放送された刑事ドラマ「特別機動捜査隊」[注釈 1]のエピソードの一つである「誰よりも愛す」（1967年10月4日放送分）にゲスト出演した際、この曲を劇中歌として歌っている。
- この曲で松尾和子と和田弘とマヒナ・スターズは翌1960年の第2回日本レコード大賞を受賞した。 またこの曲で松尾和子は1960年の第11回NHK紅白歌合戦に出場した。また1989年の第40回NHK紅白歌合戦には松尾和子と和田弘とマヒナスターズのコンビで出場し話題となった。
- 曲が大ヒットした事もあって、映画化もされ映画は大映から1960年に公開された。映画版は翌1961年に『誰よりも誰よりも君を愛す』というタイトルで続編が作られている。また1961年と1969年には、本曲を題材にしたテレビドラマが放送された。
- レコードB面は、松尾和子単独による『そんな女になりました』である。

## 収録曲
1. 誰よりも君を愛す
  - 作詞:川内康範／作曲:吉田正／編曲:和田弘
2. そんな女になりました
  - 作詞:川内康範／作曲:吉田正

## カヴァーした歌手
- フランク永井 - アルバム『COLEZO! 誰よりも君を愛す フランク永井 吉田メロディーを唄う』（1969年）
- 森進一 桜田淳子（1978年）

## 映画
1960年8月20日に大映系で公開。カラー。大映スコープ。92分。

### スタッフ
- 製作：中泉雅光
- 企画：藤井浩明
- 原作：川内康範
- 脚本：舟橋和郎、織田浩司
- 撮影：高橋通夫
- 美術：後藤岱二郎
- 音楽：北村和夫
- 録音：西井憲一
- 照明：柴田恒吉
- 監督：田中重雄

### 出演者
- 森砂江子：叶順子
- 半沢明人：本郷功次郎
- 志摩美加子：野添ひとみ
- 進藤恭次郎：川崎敬三
- 木南優子：江波杏子
- 片桐のり子：左幸子
- 安藤雄三：菅原謙二
- 中島かね：沢村貞子
- 進藤竜太：武田正憲
- 遠山局長：北原義郎
- 松本局長：星ひかる
- 田岡：友田輝
- 池令子：角梨枝子
- 紅子：八潮悠子
- 西岡和尚：左卜全
- KTV製作部員：早川雄三、杉田康
- 同運転手：三角八郎

## テレビドラマ

### 1961年版
1961年9月19日にフジテレビの『シャープ火曜劇場』で放送。

#### 出演者
- 木村功
- 大空真弓
- 松尾和子
- 舟橋元
- 南風洋子
- 北城真記子
- 高田敏江
- 川口知子
- 大滝秀治
- 宮部昭夫

#### スタッフ
- 作：川内康範
- 演出：千秋与四夫
- プロデューサー：千秋与四夫

### 1969年版
1969年4月7日から同年6月30日までNET（現：テレビ朝日）で放送。放送時間は平日13:30 - 13:55（JST）

#### 出演者
- 城野ゆき
- 山内和郎

| フジテレビ シャープ火曜劇場                    | フジテレビ シャープ火曜劇場             | フジテレビ シャープ火曜劇場 |
| 前番組                                         | 番組名                                  | 次番組                      |
| ---------------------------------------------- | --------------------------------------- | --------------------------- |
| 哀愁日記                                       | 誰よりも君を愛す （テレビドラマ1961年） | 今ひとたびの                |
| NET 平日13:30 - 13:55枠                        |                                         |                             |
| 愛のうず潮 （再） 【ここまでライオン女性劇場】 | 誰よりも君を愛す （テレビドラマ1969年） | 東京ロマン 花と蝶           |